# Tarifverbund Zug
Der Tarifverbund Zug (TVZG) ist ein Tarifverbund in der Schweiz. Er wurde 1992 als einer der ersten Tarifverbunde der Schweiz gegründet.

## Verbundgebiet und Tarifsystem
Das Verbundgebiet umfasst den ganzen Kanton Zug und die angrenzenden Gebiete Sins, Sattel, Arth, Kappel/Hausen, Knonau, Sihlbrugg, Küssnacht und Hütten/Schindellegi.
Das Tarifsystem des TVZG ist ein Flächenzonentarif. Zum Fahrplanwechsel am 9. Dezember 2012 wurde das bisherige Ringzonensystem durch eine Wabenstruktur abgelöst, wodurch das Zonensystem an jenes der benachbarten Verbunde, insbesondere demjenigen des Zürcher Verkehrsverbundes, angepasst wurde.

## Billete und Abonnemente
Seit dem Fahrplanwechsel am 9. Dezember 2012 gibt es im TVZG nur noch Zeitkarten. Diese erlauben innerhalb der gelösten Zonen und innerhalb der aufgedruckten Zeit beliebig viele Fahrten mit allen öffentlichen Verkehrsmitteln der TVZG-Tarifpartner.
Das Monatsabonnement wird als Zuger Pass, das Jahresabonnement als Zuger Pass Plus (ZPP) vermarktet. Ab April 2018 werden im Tarifverbund Zug alle Jahres- und Monatsabonnemente direkt auf den Swisspass geladen. Die alte Form des Zuger Passes wird somit verschwinden.

## Tarifpartner
Im TVZG sind die folgenden Verkehrsunternehmen zusammengeschlossen:

### Bus
- Zugerland Verkehrsbetriebe AG, ZVB
- PostAuto Schweiz AG, PA
- Auto AG Schwyz
- Zürcher Verkehrsverbund, ZVV

### Bahn
- Schweizerische Bundesbahnen AG, SBB
- Zugerbergbahn AG, ZBB
- Schweizerische Südostbahn, SOB

Im Gegensatz zum benachbarten Zürcher Verkehrsverbund sind im TVZG die Schifffahrtsgesellschaften nicht Teil des Verbunds. Die Abonnemente Zuger Pass, Zuger Pass Plus und Z-Pass haben daher keine Gültigkeit auf dem Zuger- und Ägerisee. Seit April 2015 ist mit dem Zuger Tagespass+ eine Tageskarte erhältlich, die die TVZG-Tageskarte mit einer Tageskarte für die Kursschiffe auf den beiden Seen kombiniert.

## Netzpläne

Kanton Zug
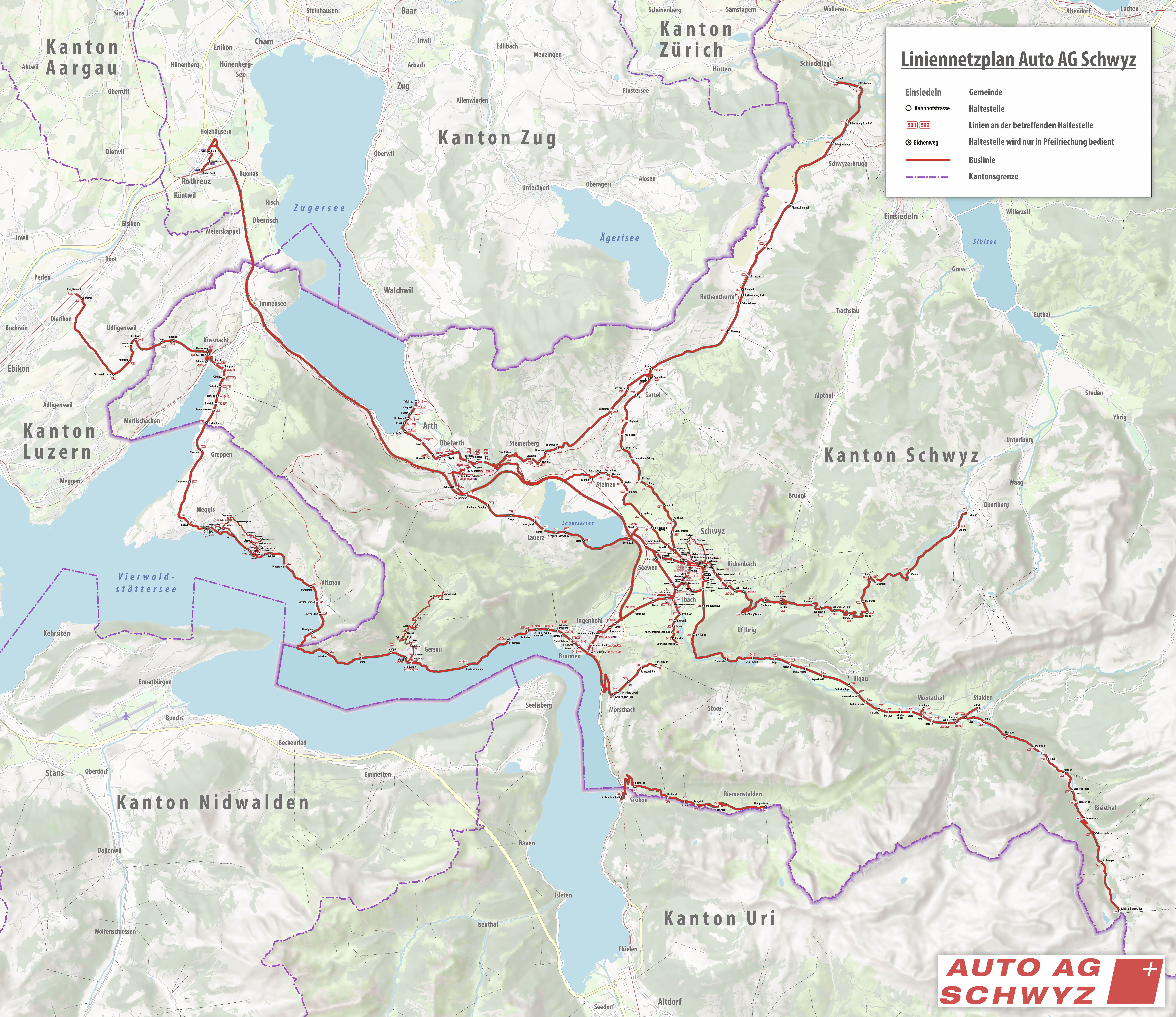
Kanton Schwyz